# Jens Kofoed
Jens Pedersen Kofoed (auch Jens Kofod oder Jens Koefoed; * 3. November 1628 in Rønne; † 16. Mai 1691 in Maglegaard) war einer der Widerstandskämpfer Bornholms gegen die schwedische Besetzung der Insel im Dänisch-Schwedischen Krieg 1657–1658.

## Lebenslauf
Jens Kofoed kämpfte als Offizier 1657 im zweiten nordischen Krieg .
Dann kam das Jahr 1658, Frederik III., der 1660 Dänemarks erster absoluter König wurde, kämpfte mit Schweden um Skåne, Halland, Blekinge und Bornholm. Er hatte Skåne, Halland und Blekinge verloren, und der Schwede stand in ganz Dänemark außerhalb von Kopenhagen.
Als Bornholm vom neuen Kommandanten besucht wurde, blieb es einige Zeit ruhig bis aber 350 bornholmer Soldaten nach Schweden gehen sollten, begann eine Revolution, bei der Jens Kofoed eine wichtige Rolle spielte. Man wollte den Kommandanten Johan Printzensköld in Rønne als Geisel nehmen, jedoch wurde er von Jens Kofoed und Villum Clausen erschossen, obwohl später oft behauptet wurde, das wäre passiert als er fliehen wollte. Stattdessen wurde der damalige Bürgermeister von Rønne als Printzenskjöld verkleidet, sodass man auf der Burg Hammershus glaubte es sei der Kommandant und kapitulierte. Aufgrund der listigen Übernahme mit wenigen Toten, insbesondere im Vergleich zu ähnlichen Widerstandsgruppen, wird diese Revolution auch unblutige Revolution genannt. Nachher schenkte man die Insel zurück an den dänischen König. Andere wichtige Widerstandskämpfer waren Povl Anker und Peder Olsen. Zum Dank wurde er zum Landhauptmann ernannt und erhielt Begnadigung für einen früheren Mord.
Auch später soll er noch gegen die Schweden gehandelt haben und forderte unter anderem den Tod von Schiffbrüchigen der schwedischen  Flotte vor Bornholm.

## Ehrungen
Es wurden mehrere Gedenksteine errichtet: Einer auf dem Platz in Hasle zum Gedenken an zehn Freiheitskämpfer. Jens Kofoed wird auf einem Gedenkstein in Sandvig mit der Inschrift „Bornholms Befrier“ erinnert.
Nach Jens Kofoed wie nach drei weiteren Widerstandskämpfern eine Bornholm-Fähre benannt. Die Fähre M/F Jens Kofoed, nicht zu verwechseln mit der „Bornholm-Fähre von 1962“, die ein gleichnamiges Schiff hatte, wurde 2005 an Eckerölinien verkauft. Das Schiff heißt heute M/F Eckerö. Das Schwesterschiff M/F Povl Anker fährt noch heute für die Bornholm-Linie. Beide Fähren wurden 1978 bzw. 1979 auf der Aalborg-Werft gebaut.
In Kopenhagen ist die Jens Kofods Gade im Stadtteil Kastellet nach ihm benannt.